# Pankritio Stadio
Das Pankritio Stadio (deutsch Pan-Kretisches Stadion) ist ein Fußballstadion mit Leichtathletikanlage in Heraklion, Griechenland. Es ist die größte Sportstätte auf der Insel Kreta. Die 2004 fertiggestellte Spielstätte bietet 26.202 Sitzplätze und war Austragungsort einiger Spiele der olympischen Fußballturniere der Olympischen Sommerspiele 2004. Der Komplex umfasst eine Leichtathletikanlage, ein Sportbad, eine Halle und ein Trainingsfeld.
Der Bau des Stadions begann Mitte der 1980er Jahre, wurde aber nicht vollendet. Mit der Gelegenheit der Olympischen Sommerspiele 2004 als Standort für das Fußballturnier wurde das Projekt wieder zum Leben erweckt. Die Sportstätte wurde fertiggestellt und am 31. März 2004 mit dem Freundschaftsspiel Griechenland gegen die Schweiz (1:0) vor 26.240 Zuschauern eingeweiht.
Heute dient es als Heimstadion für den Fußballverein Ergotelis. Der Besucherrekord wurde am 20. Februar 2005 mit 27.950 Zuschauern bei dem Spiel Ergotelis gegen Olympiakos Piräus aufgestellt. Im Jahr 2004 wurde das IAAF-World-Challenge-Leichtathletikmeeting Tsiklitiria im Pankritio Stadio statt im Athener Olympiastadion ausgetragen. Der Grund waren die Olympischen Sommerspiele.
Neben den Fußballspielen wird das Stadion auch als Konzertstätte genutzt.